# 'Ot 'n' Sweaty
'Ot 'n' Sweaty è il quarto album discografico del gruppo musicale hard rock statunitense Cactus, pubblicato nel 1972 con una nuova formazione rispetto ai precedenti dischi.

## Tracce
1. Let Me Swim (Appice, Bogert, Day, McCarty) – 4:42
2. Big Mama Boogie (Appice, Bogert, French, Fritzchings, Hitchings) – 5:21
3. Our Li'l Rock & Roll Thing (Appice, Bogert, French, Fritzchings, Hitchings) – 7:01
4. Bad Stuff (French, Johnson) – 3:11
5. Bringin' Me Down (Appice, Bogert, French, Fritzchings, Hitchings) – 5:25
6. Bedroom Mazurka (French, Hitchings) – 4:38
7. I'm Tellin' You (French, Hitchings) – 5:09
8. Underneath the Arches (Connelly, Flanagan, McCarty) – 0:26

## Formazione
- Carmine Appice - percussioni, batteria, cori
- Tim Bogert - basso, cori
- Werner Fritzschings - chitarra
- Peter French - voce
- Duane Hitchings - organo, piano, tastiere